# Calanthe triantherifera
Calanthe triantherifera là một loài thực vật có hoa trong họ Lan. Loài này được Nadeaud mô tả khoa học đầu tiên năm 1873.